# Manre
Manre je francouzská obec v departementu Ardensko v regionu Grand Est. V roce 2012 zde žilo 91 obyvatel.

## Poloha obce
Obec leží u hranic departementu Ardensko s departementem Marne. Sousední obce jsou: Ardeuil-et-Montfauxelles, Aure, Gratreuil (Marne), Marvaux-Vieux a Sommepy-Tahure (Marne).

## Vývoj počtu obyvatel
Počet obyvatel